# أوبري كولمان
أوبري كولمان (بالإنجليزية: Aubrey Coleman)‏ مواليد 9 أكتوبر 1987 في هيوستن، هو لاعب كرة سلة أمريكي. بدأ مسيرته الاحترافية في سنة 2010. يحمل الرقم 4. يبلغ طوله 6 قدم 4 بوصة (1.9 م).

## المسيرة الاحترافية
لعب مع بييلا لكرة السلة في موسم 2011–2012، ثم لعب مع نادي نيمبورك لكرة السلة في سنة 2012، ثم لعب مع شوليه باسكت في الدوري الفرنسي في سنة 2013، ثم لعب مع بالاكانسترو فاريزي في الدوري الإيطالي في سنة 2013، ثم لعب مع بيسونس لويما في سنة 2014.

## روابط خارجية
- أوبري كولمان على موقع كرة السلة الأوروبية.كوم (الإنجليزية)
- أوبري كولمان على موقع كلية كرة السلة في سبورتس رفرنس.كوم (الإنجليزية)
- أوبري كولمان على موقع ريلجم (الإنجليزية)
- أوبري كولمان على موقع بروبوليرز (الإنجليزية)
- أوبري كولمان على موقع سبورتس رفرنس (الإنجليزية)
- أوبري كولمان على موقع سبورتس رفرنس (الإنجليزية)